# Муна (острів)
Муна (індонез. Pulau Munaангл. Muna) — острів у провінції Південно-Східне Сулавесі, Індонезія. Має загальну площу 2889 км², за цією величиною острів займає 167-ме місце у світі. Розташований на південний схід від острова Сулавесі.

## Географія
Острів Муна розташований в південній частині індонезійської провінції Південно-Східне Сулавесі, відділений вузькими протоками від островів Сулавесі (11 км), Бутон (0,53 км) та Кабаєна (24 км). Довжина — 93,4 км. Найбільша ширина — 48,5 км. Для південного і південно-східного узбережжя характерне чергування виступів суші з глибокими затоками.
Острів сформувався в період 208 — 35 млн років тому, в результаті декількох зсувів тектонічних плит. Особливістю місцевого ландшафту є горбиста місцевість з вузькими долинами та прибережними низовинами. Частина острова вкрита лісами, в яких збереглися рідкісні види флори і фауни. Значним багатством відрізняється підводний світ прибережних коралових рифів.
Клімат — тропічний пасатний. З травня до жовтня триває сухий сезон.

## Історія і культура
З часів середньовіччя острів Муна знаходився в залежності від держави Бутон. Звідси вивозили цінні види деревини. У 1950 році острів увійшов до складу Індонезії.
Корінними жителями Муни є народ Муна, або Вуна, який говорить на власній індонезійській мові. Головними заняттями остров'ян є землеробство, вирощування рису і бульбових культур. Важливу роль в харчуванні також грають збір саго, морських молюсків і водоростей. Переважаюча релігія — іслам.